# Mariko Mizuno
Mariko Mizuno (水野 マリコ?, Mizuno Mariko; Tokyo, 25 giugno ...) è una doppiatrice giapponese.
Il suo precedente nome era Mariko Mizuno (麻梨子 水野?) (pronunciato allo stesso modo di quello attuale).

## Ruoli
- Naruto Shippuden - Hibachi
- Umineko no naku koro ni - Siesta 45
- Yumeiro Pâtissière - Natsume Amano in 6 episodi
- Yumeiro Pâtissière SP Professional - Natsume Amano nell'Ep. 63